# Potentilla tridentula
Potentilla tridentula är en rosväxtart som beskrevs av Josef Velenovský. Potentilla tridentula ingår i Fingerörtssläktet som ingår i familjen rosväxter. Inga underarter finns listade i Catalogue of Life.